# Gala Pin Ferrando
Gala Pin Ferrando (València, 22 de febrer de 1981) és una política i activista per les llibertats a la xarxa i veïnal barcelonina, llicenciada en filosofia, vinculada a la PAH, regidora a l'Ajuntament de Barcelona a la legislatura de 2015 a la llista de Barcelona en comú, va ser Regidora de Participació i Regidora del Districte de Ciutat Vella. És veïna de La Barceloneta. També ha sigut diputada al congrés espanyol.

## Trajectòria
Va deixar València per instal·lar-se el 2003 a Barcelona, al barri de la Barceloneta, on ha participat de la recuperació de la memòria cooperativa, la defensa d'un port ciutadà i el moviment contra el turisme depredador. Des de 2009, està vinculada al treball per la defensa dels drets i llibertats a la xarxa, i la implementació de pràctiques de tecnopolítica i democràcia digital, formant part del col·lectiu Exgae en defensa de la cultura lliure i participant en el moviment del 15M.
Professionalment ha treballat de manera intermitent en l'àmbit de la producció cultural, en feines que van des del muntatge d'escenaris o l'atenció en sales de museus fins a la redacció, edició o traducció de textos.
L'any 2012 va entrar a la Plataforma d'Afectats per la Hipoteca (PAH) sumant-se a la lluita contra els desnonaments.
Es va implicar en l'activisme veïnal de barri a través de l'Associació de Veïns de l'Òstia posicionant-se en contra de la marina de luxe de Port Vell i en contra de la construcció de l'Hotel W, que considera una mostra de l'anomenat turisme depredador.
Va formar part del grup impulsor de Guanyem Barcelona, ha estat un dels seus portaveus, i en la candidatura de Barcelona en Comú a les eleccions municipals de maig de 2015 va ocupar el lloc número 7 de llista que finalment va sortir guanyadora. Amiga i companya en la lluita contra els desnonaments, és considerada com una de les persones més properes a l'alcaldessa de Barcelona Ada Colau.Durant el seu primer discurs com a alcaldessa, Ada Colau va esmentar a Pin com a exemple d'una dona lluitadora al barri de la Barceloneta seguint l'exemple d'Emília Llorca, una dona històrica en la lluita veïnal.